# الیزا لونیو بورگینی
الیزا لونیو بورگینی (ایتالیایی: Elisa Longo Borghini؛ زادهٔ ۱۰ دسامبر ۱۹۹۱) یک دوچرخه‌سوار اهل ایتالیا است که در بازی‌های المپیک تابستانی ۲۰۱۶ در بخش دوچرخه‌سواری جاده برندهٔ مدال برنز شده‌است.